# Liste der Naturdenkmäler in Schluderns
Die Liste der Naturdenkmäler in Schluderns (italienisch Sluderno) enthält die fünf als Naturdenkmal ausgewiesene Objekte auf dem Gebiet der Gemeinde Schluderns in Südtirol.
Basis ist das im Internet einsehbare offizielle Verzeichnis der Naturdenkmäler in Südtirol (Stand: 23. Januar 2015). Dabei kann es sich um botanische, geologische oder hydrologische Naturdenkmäler handeln. Die Reihenfolge in dieser Liste orientiert sich an der ID, alternativ ist sie auch nach dem Namen sortierbar.

## Liste
| Foto |                 | Name                                              | Standort                     | Beschreibung                          |
| ---- | --------------- | ------------------------------------------------- | ---------------------------- | ------------------------------------- |
| BW   | Datei hochladen | Eine Kastanie im Churburganger ID: 089_G01        | 46° 39′ 46″ N, 10° 35′ 18″ O | Botanisches Naturdenkmal: Kastanie    |
| BW   | Datei hochladen | Ein Nussbaum beim Widum in Schluderns ID: 089_G02 | 46° 39′ 53″ N, 10° 35′ 3″ O  | Botanisches Naturdenkmal: Walnussbaum |
| BW   | Datei hochladen | Eine Ulme bei der Churburg ID: 089_G03            | 46° 39′ 49″ N, 10° 35′ 22″ O | Botanisches Naturdenkmal: Ulme        |
| BW   | Datei hochladen | Zwei Ahornbäume an der Churburgmauer ID: 089_G04  | 46° 39′ 49″ N, 10° 35′ 21″ O | Botanisches Naturdenkmal: Ahorn       |
| BW   | Datei hochladen | Ein Nussbaum (beim Schießstand) ID: 089_G06       | 46° 40′ 0″ N, 10° 35′ 14″ O  | Botanisches Naturdenkmal: Walnussbaum |

| Foto: | Fotografie des Naturdenkmals. Klicken des Fotos erzeugt eine vergrößerte Ansicht. Daneben finden sich zwei Symbole: |
| ID    | Identifikator bei der Abteilung Natur, Landschaft und Raumentwicklung der Südtiroler Landesverwaltung               |